# قنات‌آباد (خرم‌آباد)
قنات‌آباد با نام قدیمی (خراره) روستایی از توابع بخش مرکزی شهرستان خرم‌آباد میباشد که دارای منظره ای بی نظیردر فصل بهار و از قدیمی ترین روستاهای منطقه دارای مردمانی مهمان نواز خون گرم  و دارای یک سراب و چند چشمه میباشد شغل اکثر افراد دام پروری ، کشاورزی ،ماشین سنگین ، کارمندی ودیگر مشاغل رایج،  مسافت آن با شهر خرم آباد حدودا 17 کیلومتر و همسایگان آن روستاهای سرابپرده اصلی ، سرابپرده چاهی ، علی آباد تنگ بیشه ، علی آباد بیرانوند و سراب سوری و آخرین روستای کمالوند بحساب می آید،  وهمچنین شهرک صنعتی شماره 3 خرم آباد در غرب روستا قرار دارد ، قدمت روستا بسیار زیاد است،  به گفته افراد قدیم روستا قبل از آنها مردمانی صنعتگر در آنجا زندگی میکرده که هیچ نام و نشانی از آنها در دست نیست که احتمالا بر اثر حوادث طبیعی از بین رفته اند،بزرگانی از این استان لرستان نقش برجسته ای دا،می باشند که در کنار هم زندگی مسالمت آمیزی را سپری می نمایند

## جمعیت
این روستا در دهستان ده پیر قرار دارد و براساس سرشماری مرکز آمار ایران در سال ۱۳۸۵، جمعیت آن ۳۷۱ نفر (۹۶ خانوار) بوده‌است.